# Лас Очента (Порторико)
Лас Очента (шп. Las Ochenta) град је у америчкој острвској територији Порторико, острвској држави Кариба.

## Демографија
По попису из 2010. године број становника је 951, што је 248 (-20,7%) становника мање него 2000. године.
| Група             | 2000.         | 2010.       |
| Белци             | 6 (0,5%)      | 6 (0,6%)    |
| Афроамериканци    | 222 (18,5%)   | 212 (22,3%) |
| Азијати           | 0 (0,0%)      | 0 (0,0%)    |
| Хиспаноамериканци | 1.193 (99,5%) | 942 (99,1%) |
| Укупно            | 1.199         | 951         |